# Network (film)
Network is een Amerikaanse dramafilm uit 1976 onder regie van Sidney Lumet.

## Verhaal
Als Howard Beale, nieuwslezer van een televisiezender, zijn op hand zijnde ontslag ontdekt, gaat hij meteen rechtstreeks op televisie en vertelt het nieuws aan de kijkers. Bovendien vertelt hij dat hij van plan is om zelfmoord te plegen tijdens zijn laatste uitzending. Daardoor gaan de kijkcijfers meteen de hoogte in. En dat vindt de zender wel aardig.
De film vertelt ook het verhaal van Diana Christensen, begonnen als producent van amusementsprogramma's en nu als chef van de nieuwsdienst. Bovendien heeft ze een relatie met Max Schumacher, die hoofd van de nieuwsredactie is en bezorgd om Beale.
Beale begint tijdens zijn uitzendtijd te klagen over de mensen die aan het hoofd staan van de zender. Uiteindelijk beslist Diana Christensen om Beale tijdens een televisie-uitzending te laten vermoorden door een groep terroristen...

## Rolverdeling
| Acteur            | Personage           |
| ----------------- | ------------------- |
| Faye Dunaway      | Diana Christensen   |
| William Holden    | Max Schumacher      |
| Peter Finch       | Howard Beale        |
| Robert Duvall     | Frank Hackett       |
| Wesley Addy       | Nelson Chaney       |
| Ned Beatty        | Arthur Jensen       |
| Arthur Burghardt  | Great Ahmed Kahn    |
| Bill Burrows      | Tv-baas             |
| Beatrice Straight | Louise Schumacher   |
| Cindy Grover      | Caroline Schumacher |
| John Carpenter    | George Bosch        |
| Jordan Charney    | Harry Hunter        |
| Kathy Cronkite    | Mary Ann Gifford    |
| Marlene Warfield  | Laureen Hobbs       |
| Ed Crowley        | Joe Donnelly        |
| Jerome Dempsey    | Walter C. Amundsen  |
| Conchata Ferrell  | Barbara Schlesinger |
| Gene Gross        | Milton K. Steinman  |

## Oscars
- Beste mannelijke hoofdrol: Peter Finch
- Beste vrouwelijke hoofdrol: Faye Dunaway
- Beste vrouwelijke bijrol: Beatrice Straight
- Beste oorspronkelijke scenario: Paddy Chayefsky

## Golden Globes
- Beste regisseur: Sidney Lumet
- Beste acteur in een dramafilm: Peter Finch
- Beste actrice in een dramafilm: Faye Dunaway
- Beste filmscenario: Paddy Chayefsky